# Epitonium scalare
Epitonium scalare es un a especie depredadora o ectoparásita de gasterópodo marino, perteneciente a la familia Epitoniidae.
Antiguamente se consideraba a esta especie como poseedora de una concha muy rara, y por ello se comerciaba con estos especímenes por grandes sumas de dinero. Actualmente, no es el caso para esta especie.

## Descripción de la concha

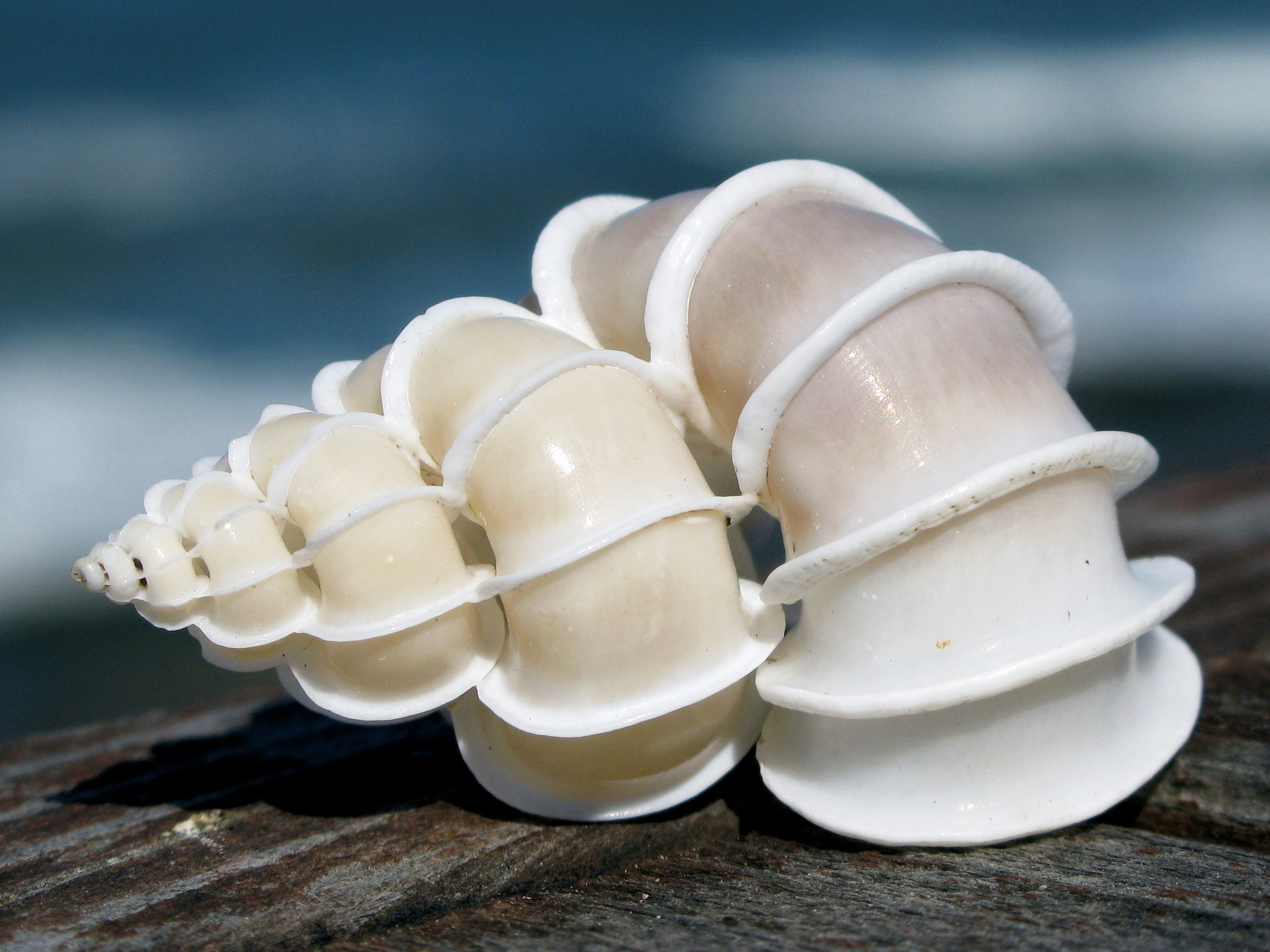
La concha de Epitonium scalare está formada por una estructura con numerosas "costillas" conocidas como costae. Las costae son una característica muy común en conchas de especies pertenecientes al género Epitonium.

La concha de esta especie alcanza una longitud de unos 60 mm.
Muchas especies pertenecientes al género Epitonium poseen conchas que son muy atractivas a la vez que interesantes por su estructura. Sin embargo, esta especie es notoria, particularmente, por su gran tamaño en comparación con otros representantes del género, así como por las costae.

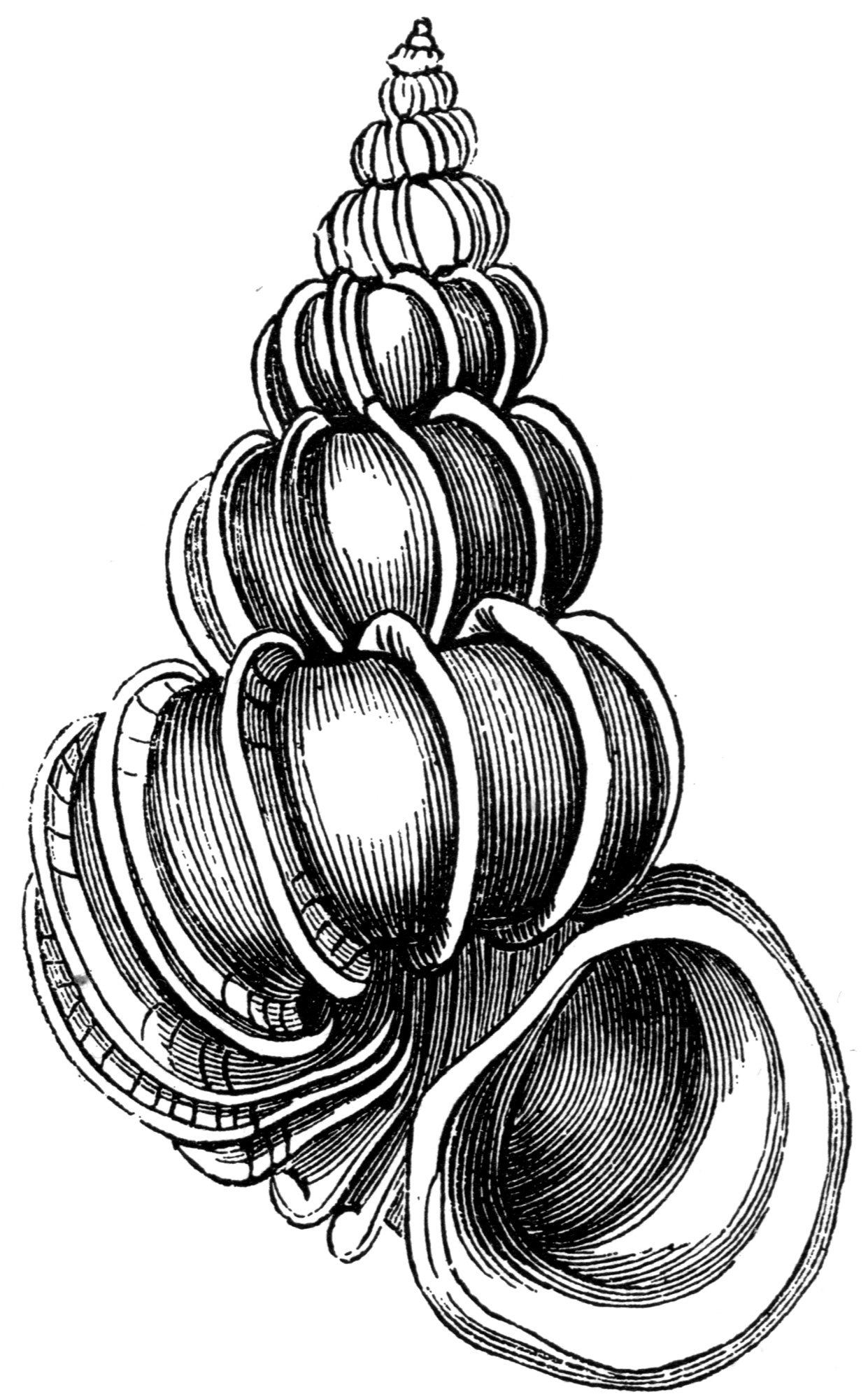
Imagen de la concha, de 1848

## Para saber más
Dance, S. Peter, 1969, Rare Shells, University of California Press.128 p, 24 láminas en color, ISBN	0571082173 / 9780571082179 / 0-571-08217-3
- Wikimedia Commons alberga una categoría multimedia sobre Epitonium scalare.

- Datos: Q2007926
- Multimedia: Epitonium scalare / Q2007926
- Especies: Epitonium scalare